# Koćmierzów
Koćmierzów – wieś w Polsce położona w województwie świętokrzyskim, w powiecie sandomierskim, w gminie Samborzec. Przez wieś przechodzi  zielony szlak rowerowy z Sandomierza do Ujazdu.
Nie mylić z miejscowością Koćmierzów, położoną na prawym  brzegu Wisły, powiązaną historycznie z Galicją (powiatu tarnobrzeski). Koćmierzów prawobrzeżny włączono w 1961 roku w granice Sandomierza, przez co oba Koćmierzowy znajdują się w obrębie powiatu sandomierskiego, choć jeden z nich stanowi część miasta a drugi odrębną wieś

## Historia
Koćmierzów od reformy 1867 w Królestwem Polskim należał do zbiorowej gminy Samborzec w powiecie sandomierskim w guberni radomskiej.
W II RP wszedł w skład  województwo kieleckiego. Tam, 2 listopada 1933 utworzył gromadę Koćmierzów w gminie Samborzec.
Po wojnie należał do województwa kieleckiego, stanowiąc jedną z 22 gromad gminy Samborzec w powiecie sandomierskim.
Jesienią 1954, w związku z reformą administracyjną kraju, Koćmierzów wszedł w skład nowo utworzonej gromady Andruszkowice w powiecie sandomierskim, gdzie przetrwał do końca 1972 roku.
1 stycznia 1973, w związku z kolekną reformą gminna, stał się sołectwem w reaktywowanej gminie Samborzec w powiecie sandomierskim w woj. kieleckim.
W latach 1975–1998 administracyjnie należał do województwa tarnobrzeskiego.

## Części wsi
| SIMC    | Nazwa              | Rodzaj    |
| ------- | ------------------ | --------- |
| 0806909 | Koćmierzów-Kolonia | kolonia   |
| 0806890 | Stara Wieś         | część wsi |

## Dawne części wsi – obiekty fizjograficzne
W latach 70. XX wieku przyporządkowano i opracowano spis lokalnych części integralnych dla Koćmierzowa zawarty w tabeli 1.

| Nazwa wsi – miasta       | Nazwy części wsi – miasta             | Nazwy obiektów fizjograficznych – charakter obiektu |
| ------------------------ | ------------------------------------- | --- |
| I. Gromada ANDRUSZKOWICE |                                       | |
| 1. Kocmierzów            | 1. Koćmierzów – Kolonia 2. Stara Wieś | 1. Kępa – pole 2. Koćmierzowianka – rzeka 3. Rosocha – kanał 4. Wisełka – rzeczka 5. Za Średnią Drogą – pole 6. Za Wałem – pastwisko 7. Zawisełeckie – pole, pastwisko |